# Paratettix nigrescens
Paratettix nigrescens är en insektsart som beskrevs av Sjöstedt 1921. Paratettix nigrescens ingår i släktet Paratettix och familjen torngräshoppor. Inga underarter finns listade i Catalogue of Life.